# Christian Obrok
Christian Obrok  (* 11. August 1977 in Herford) ist ein deutscher Politiker (SPD). Er ist seit 2022 Abgeordneter im Landtag von Nordrhein-Westfalen.

## Leben
Christian Obrok wuchs in Bünde auf und studierte Pädagogik mit Diplom. Er ist als wissenschaftlicher Mitarbeiter tätig.

## Partei und Politik
Obrok ist seit dem Jahr 2000 SPD-Mitglied. Bei der Landtagswahl in Nordrhein-Westfalen 2022 gewann er das Direktmandat im Landtagswahlkreis Herford II – Minden-Lübbecke III und zog als Abgeordneter in den Landtag von Nordrhein-Westfalen ein.